# سرووه، بوتسوانا
سرووه (به انگلیسی: Serowe) شهری در ناحیهٔ مرکزی کشور بوتسوانا است که در سال ۲۰۰۰ میلادی ۵۲٬۸۳۱ نفر جمعیت داشته که از این تعداد، ۲۵٬۴۰۰ نفر مرد و ۲۷٬۴۳۱ نفر زن بوده‌اند.